# Морфи
Морфи (грч. Μόρφη) је насељено место у општини Горуша у периферији Западна Македонија, Грчка. Према попису из 2021. године било је 42 становника.
Према бугарском географу и историчару, Василу Канчову, у Морфију је 1900. године живело 280 Грка. Морфи се налази у области Населица, која је некада била насељена словенским становништвом које је касније хеленизовано. Село се раније звало Мирсан.